# Opinions et changement d'opinion
 (juillet 2025).
Motif : Absence de sources centrées
- Archive Wikiwix
- Bing
- Cairn
- DuckDuckGo
- E. Universalis
- Gallica
- Google
- G. Books
- G. News
- G. Scholar
- Persée
- Qwant
- (zh) Baidu
- (ru) Yandex
- (wd) trouver des œuvres sur Wikidata

| 1. | Préciser le motif de la pose du bandeau. | Précisez le motif de la pose du bandeau en utilisant la syntaxe suivante : {{admissibilité à vérifier\|date=juillet 2025\|motif=remplacez ce texte par le motif}}                                     |
| 2. | Informer les utilisateurs concernés.     | Pensez à avertir le créateur de l'article, par exemple, en insérant le code ci-dessous sur sa page de discussion : {{subst:avertissement admissibilité à vérifier\|Opinions et changement d'opinion}} |

Opinion et changement d'opinion est un ouvrage du psycho-sociologue et psychopédagogue français Roger Mucchielli qui traite de la notion d'opinion individuelle ou collective comme l'opinion publique, de sa subjectivité et de ses conséquences, paru aux éditions ESF en 1988 dans la collection Éducation permanente.

## Introduction
En exergue, Roger Mucchielli écrit cette profession de foi : « Je suis résolument contre l'ésotérisme; les sciences sociales ne constituent pas un secret que nous voulons garder pour nous, c'est en formant et en informant que nous pouvons le mieux nous mettre au service des hommes. »
Il poursuit son combat dans sa collection Éducation permanente, en étudiant le rôle des opinions individuelles sur la formation d'un corpus d'idées toutes faites, ancrées si profondément dans l'esprit qu'elles deviennent des certitudes et faussent le jugement. Ce processus existe de la même façon au niveau collectif et peut arriver à occulter tout ou partie de la réalité pour aboutir à des utopies dangereuses pour l'homme et les libertés publiques.

## Contenu et résumé
Les opinions personnelles

L'opinion, Roger Mucchielli la définit comme « l'illusion du savoir. » Ce ne serait pas grave si elle ne conditionnait pas les comportements et les actes qu'ils déterminent, les systèmes de santé qui font barrage à la véritable connaissance et à l'analyse de la réalité.
Les opinions représentent donc par essence un élément essentiel de l'ordre de l'affectif, une croyance sans fondement véritable, « un agrément » écrivait Blaise Pascal. Prendre conscience de la relativité de son opinion, c'est reconnaître les limites de son information sur un sujet pas trop 'sensible' pour la personne. C'est aussi accepter autrui et ses idées. Telle personne peut être guidée par un « besoin de cohérence rationnelle » qui l'oblige à organiser ses opinions. Son univers mental tend à former un système qui doit trouver son propre équilibre et de minimiser ses limites.
Les opinions et leur mesure

Pour tenter une mesure de l'opinion, une approche quantitative, il faut d'abord remarquer qu'une opinion est plus ou moins étendue, pouvant aller jusqu'au fanatisme et plus ou moins intensive, selon ceux qui la partagent selon son degré d'implantation dans la personnalité. Le groupe des 'sans opinion' est souvent fort important et assez hétéroclite. Moins de 10 % des gens ont par exemple une tendance politique affirmée. Les autres représentent la nébuleuse que Jean-Paul Sartre nomme "practico-inerte."
À l'autre bout du spectre des attitudes, on trouve les différents types de fanatiques, sectaires et passionnés. Ils sont surtout réceptifs à l'idéalisation (l'amour-passion stendhalien par exemple), la systématisation ou globalisation du raisonnement (les défauts de tel individu sont de facto étendus à toute sa gent par exemple) et la prééminence du groupe, qui conduisent à simplifier les questions abordées et à les soumettre à des logiques manichéennes. Évaluer les opinions d'un groupe ou d'un individu, c'est analyser ses déclarations verbales et ses documents pour effectuer une analyse de contenu ou procéder à des interviews centrés sur la personne.
Pour mesurer les opinions, plusieurs méthodes coexistent, selon l'objectif poursuivi : 

- La méthode de Bogardus, la plus simple, à base d'un questionnaire à questions fermées;

- La méthode de Thurnstone, échelle de hiérarchisation entre les réponses d'une personne et une grille type;

- La grille de Likert bâtie sur des tests d'aptitude;

- L'analyse hiérarchique de Guttman repose sur un tr par ordre d'intensité croissante des questions posées, réparties ensuite en réponses positives et négatives par rapport à la problématique posée;

-L'analyse de 'structure latente' de Lazarsfeld qui s'attache à définir des groupes d'opinion auxquels on peut ensuite rattacher tel ou tel individu.
Le changement d'opinion
Ce sont la publicité et la propagande qui ont incité les psychologues à s'intéresser à la pression au changement d'attitude développé par tel ou tel type de population. Cette approche implique de connaître les processus mentaux intériorisés par un groupe ou une population statistique. La résistance au changement tient essentiellement au refus d'avoir tort, à la force des habitudes, la peur du changement qui peut reposer aussi sur des données objectives (perte de droits, remise en cause d'avantages acquis) ainsi que le degré de systématisation des opinions. Beaucoup de domaines sont donc concernés pour pouvoir agir efficacement.
La résistance au changement est naturellement un mécanisme de défense du Moi mais elle peut être combattue avec une bonne méthode d'approche (voir ci-dessus) et une analyse préalable du terrain. Le changement d'opinion repose d'abord sur la recherche d'un nouveau niveau d'équilibre, atteint après une période d'instabilité, de tensions internes essayant de définir une nouvelle cohérence du système de pensée. Le changement forcé des opinions repose sur des techniques de manipulation, une excellente connaissance des mécanismes de défense et de résistance du Moi, ainsi que des motivations et des croyances des personnes visées.
Si les méthodes pour modifier les opinions et les certitudes des individus tentent de déstabiliser des personnes et leurs croyances les plus intimes comme dans la propagande, elles peuvent aussi être bénéfiques pour traiter les maladies mentales, les difficultés personnelles, resocialiser des délinquants, lutter contre les sectes et autres entreprises de manipulation.